# جایزه برگزیده کودکان استرالیایی نیکلودئون
جایزه برگزیده کودکان استرالیایی نیکلودئون (به انگلیسی: Nickelodeon Australian Kids' Choice Awards) یک نمایش جوایز سالانه بود. این نمایش معمولاً در ماه اکتبر یا نوامبر برگزار می‌شد و یک نمایش تلویزیونی تولید می‌شد که از آن به عنوان «بزرگترین مهمانی بچه‌های کره زمین» یاد می‌شد. جوایز برگزیده کودکان نیکلودین استرالیا پس از سال ۲۰۱۱ برگزار نشد.